# Jaume Rosquelles i Bagà
Jaume Rosquelles i Bagà (1738- 1806?) va ser un violinista i compositor català. Probablement provenia d'una nissaga familiar de músics i estava emparentat amb Miquel Rosquelles, actiu com a mestre de capella de Santa María del Mar de Barcelona entre el 1669 i 1684.
Vers el 1770 va ser violinista de la catedral de Barcelona i el 1774 ingressà en la capella reial de Madrid. En aquesta ciutat excel·lí com a intèrpret de concerts que tenien lloc al teatre de Los Caños del Pedral.
Escriví tres sonates per a violí i baix. Hi ha tres compositors posteriors que probablement tenen algun parentiu amb Jaume Rosquelles i Miquel Rosquelles (Madrid 1790 - Sucre ?), i Francesc Rosquelles (?- 1849).